# Ward Hunt-ijsplateau

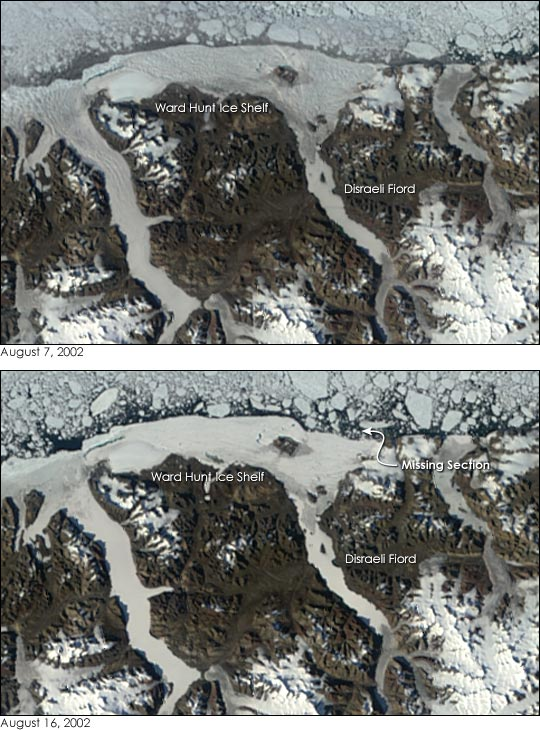
Ward Hunt ijsplateau in 2002

Het Ward Hunt-ijsplateau is het grootste ijsplateau (443 km²) in de Noordelijke IJszee. Het is gelegen aan de noordwestkust van Ellesmere eiland (Canada), bij de Disraelifjord, ongeveer 175 km ten westen van de plaats Alert.
Aan het begin van de 20e eeuw was er nog sprake van een ononderbroken ijsplateau dat de noordkust van Ellesmere eiland omgaf. In de loop van de 20e eeuw is dit Ellesmere ijsplateau opgebroken in zes aparte ijsplateaus, met een gezamenlijke oppervlakte van ongeveer 700 km². Ward Hunt is daarvan het grootste met een oppervlakte van ongeveer 400 km², en ligt al vanaf ongeveer 2000 v.Chr. op die plek. Tijdens een poolreis door Robert Peary had het gehele plateau een oppervlakte van rond 9000 km² zodat de afname ruim 90% bedraagt. In 2005 brak het 60 km² grote Ayles-ijsplateau los van de kust en vormde een drijvend ijs-eiland met een oppervlakte van ruim 60 km².
Het Ellesmere ijsplateau werd gedocumenteerd door de Britse Arctische Expeditie van 1875-1876, waarbij de groep van luitenant Pelham Aldrich van Kaap Sheridan (82.47°N, 61.50°W) naar Kaap Alert (82.27°N, 85.55°W) ging, en in westelijke richting langs en over het Ward Hunt-ijsplateau passeerde. Rapporten van Robert Peary's expeditie in 1906 beschreven een “breed ijsplateau” langs het grootste deel van de kust van noordwestelijk Ellesmere Island.

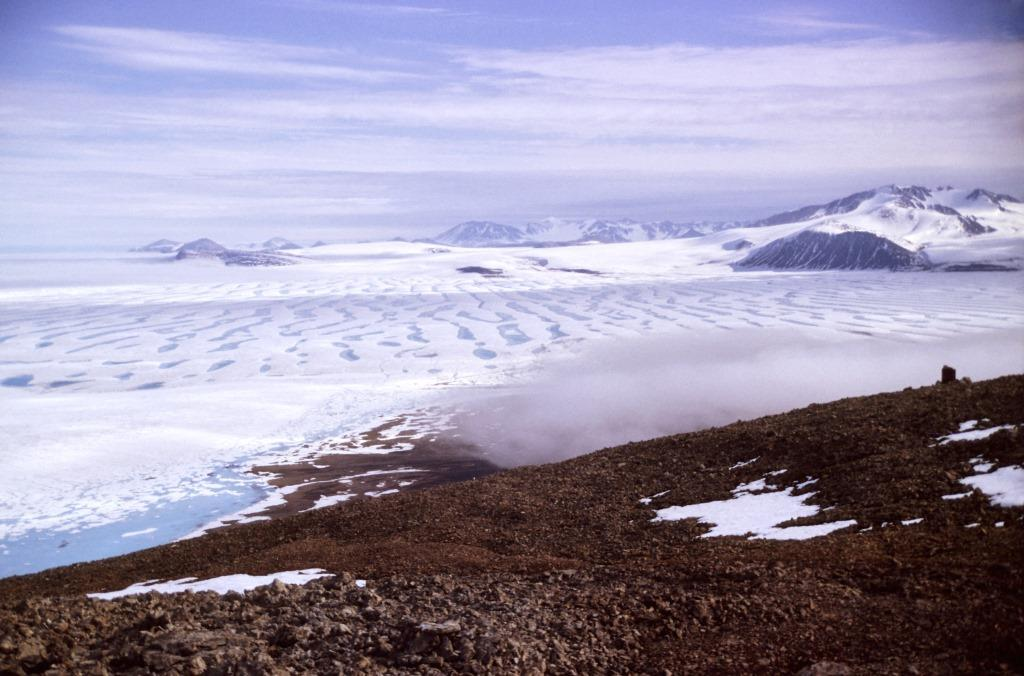
Het Ward Hunt-ijsplateau voor de Disraeli fjord gezien vanaf het eiland Ward Hunt in juli 1988. Ellesmere eiland met Cape Columbia op de achtergrond

Het Ward Huntplateau begon rond het begin van de 20e eeuw op te breken, maar dat leek aan het begin van de jaren 1980 gestabiliseerd. In april 2000 toonden satellietbeelden echter dat zich een lange breuk aan het vormen was en in 2002 was het compleet in twee stukken gespleten. Daarmee was een grote hoeveelheid zoet water uit de Disraeli fjord vrijgekomen, uit het grootste kustmeer (zoet water bovenop zwaarder zout water) op het noordelijk halfrond. Het wegstromen van zoet water kan gevolgen hebben voor het ecosysteem ter plaatse. In april 2008 werd duidelijk dat het resterende plateau nieuwe grote scheuren had gekregen. In juli 2008 en in augustus 2010 braken stukken af ter grootte van resp. 20 km² en 50 km². Vergelijking van satellietbeelden uit verschillende jaren maken het mogelijk om de hier voorkomende processen te monitoren.
De desintegratie van het Ward Hunt-ijsplateau is verbonden met de aanhoudende temperatuurstijging in het noordpoolgebied gedurende de laatste tientallen jaren.